# Tachó
Tachó fou la marca comercial de dos prototipus de microcotxe que fabricà l'empresa Garaje Tachó, SA a Manresa, Bages, entre el 1950 i 1953. Aquells dos microcotxes, anomenats Ballena i Coca, varen ser els predecessors de la marca PTV, la qual nasqué com a resultat de l'associació de Maurici Perramón, els germans Tachó (Antoni, Guillem i Josep) i Josep Vila.

## Història
El 1932, Antoni Tachó i Pedrós va fundar a Manresa el "Garaje Tachó", un taller de reparació d'automòbils i motocicletes que amb les anys esdevingué agència oficial Montesa i concessionari Renault. Quan el seu germà Guillem -qui s'havia format als tallers Salomó de Mataró i a la Hispano Suiza de Barcelona- es va incorporar al negoci, tots dos començaren a dissenyar i fabricar carburadors, accessoris, recanvis i especialment gasògens, els quals comercialitzaven amb les marques "Tachó" i "Titán".

### Tachó Ballena
Aprofitant l'enginy de Guillem, els Tachó endegaren la construcció del seu primer prototip de vehicle. Dissenyat inicialment com a tricicle (dues rodes al davant i una al darrere), abans d'acabar-ne el desenvolupament decidiren de fer-lo de quatre rodes. Era un cotxe més aviat petit, però la seva elegant carrosseria i les seves formes el feien semblar més gran, fins al punt que l'anomenaren "Ballena". Anava equipat amb un motor posterior boxer de dos temps i 648 cc refrigerat per aire amb doble carburador que lliurava 18 CV a 4.000 rpm. Entre els mesos juny i agost de 1950 el cotxe fou registrat i matriculat a Barcelona, amb el número de placa B-80347, i aviat esdevingué el vehicle familiar dels Tachó: la família el feia servir fins i tot per a desplaçar-se a Alacant, i en alguna ocasió el varen fer participar en alguna competició esportiva comarcal.

### Tachó Coca
El 1953, els Tachó iniciaren el disseny i fabricació del seu segon prototip, aquesta vegada de dimensions una mica més petites i equipat amb un motor monocilíndric de 247 cc i 13 CV amb 3 velocitats i marxa enrere, al qual anomenaren "Coca". Tot i ser estèticament més senzill que el seu antecessor, el Coca resultà ser un utilitari cridaner i reeixit a les curses, de manera que pocs anys després fou la base del futur PTV. Durant el novembre de 1953 fou matriculat a Barcelona, amb el número de placa B-86282. Fou poc després quan l'empresari Josep Vila i Maurici Perramón varen proposar als germans Tachó (a més d'Antoni i Guillem, el més petit Josep), de produir en sèrie aquell cotxe. Tots ells arribaren a un acord i el 1956 fundaren l'empresa Automóviles Utilitarios, SA (AUSA), que fabricà els recordats PTV a Manresa fins al 1961.